# Estadi de Marràqueix
L'Estadi de Marràqueix (àrab: ستاد مراكش, Stād Marrākux; amazic: Annar n Merrakec) és un estadi multiusos de Marràqueix, Marroc. Va ser dissenyat per Gregotti Associati International i acabat el gener de 2011, es fa servir principalment per a partits de futbol amb capacitat per albergar Jocs Olímpics. És la llar del club de futbol de la ciutat, el KAC Marrakech. L'estadi té una capacitat de 45.240 espectadors, tots ells asseguts.
El recinte, que substitueix a l'Stade El Harti com a llar del Kawkab, és l'estadi principal de la ciutat i serà una de les seus del mundial de clubs que se celebrarà al Marroc. En la seva inauguració el 5 de gener de 2011 es va disputar un torneig amistós entre els clubs marroquins del Kawkab de Marràqueix i Wydad de Casablanca enfront dels francesos de l'Olympique de Lió i Paris Saint-Germain.
Va ser la seu de la Final del Campionat del Món de Clubs de futbol 2013 i la Final del Campionat del Món de Clubs de futbol 2014. TAmbé va ser seu del Campionat Africà d'atletisme de 2014.